# 沙海
《沙海》是《盗墓笔记》的续集漫画，是南派三叔授权给深圳518动漫有限公司改编，在《知音漫客》连载。之所以先出续集《沙海》的漫画主要是动漫市场的原因。制作方518动漫团队在2014年3月10日 星期一成立的时间不到一年。走日系风。